# Паунд (Вирџинија)
Паунд (енгл. Pound) град је у америчкој савезној држави Вирџинија. По попису становништва из 2010. у њему је живело 1.037 становника.

## Демографија
Према попису становништва из 2010. у граду је живело 1.037 становника, што је 52 (4,8%) становника мање него 2000. године.
| Група             | 2000.         | 2010.         |
| Белци             | 1.073 (98,5%) | 1.005 (96,9%) |
| Афроамериканци    | 0 (0,0%)      | 6 (0,6%)      |
| Азијати           | 0 (0,0%)      | 0 (0,0%)      |
| Хиспаноамериканци | 2 (0,2%)      | 11 (1,1%)     |
| Укупно            | 1.089         | 1.037         |